# 向量

许多的箭头代表了许多向量。

向量（vector，在中国大陆物理、工程领域通称矢量），是同时具有数值和方向，且满足平行四边形法则的几何對象。向量是数学、物理学和工程科学等多个自然科學領域中的基本概念。
理论数学中對向量的定义为任何在稱為向量空间的代數結構中的元素。向量常常以符号與箭头共同标示以作為区别。与向量相对的概念称為纯量。
一些物理量雖然具有方向性，但只能使用算術加法，不符合向量加法，所以不是向量，如角移、電壓及電流。

## 不同学科中的向量

### 数学
在线性代数中，向量經常采用更抽象的向量空间（线性空间）来定义，向量是向量空间中的基本构成元素。
向量空间是基于物理学或几何学中的空间概念，依其代數性質所形成的抽象概念。向量空間相伴的純量未必是實數，也可以是複數等域。欧几里得空间便是向量空间的一种。
向量空间中的元素就可被称为向量。除歐幾里德向量外，也存在一般的向量空間，例如所有次數不大於3的複係數多項式的集合、所有6×6實對稱矩陣的集合、區間[0, 1]上的所有實值連續函數的集合、所有收斂於0的複數數列的集合等。

### 物理学与工程学
向量可以描述许多常见的物理量，如运动学中的位移、速度、加速度，力学中的力、力矩，电磁学中的电流密度、磁矩、电磁波等等。
物理学和一般的几何学中涉及的向量概念严格意义上应当被称为欧几里得向量或几何向量。定义具有物理意义上的數值和方向的向量概念则需引进定义范数和内积的欧几里得空间。

#### 固定向量
在一些上下文中，尤其在物理学领域，有些向量会与起点有关（如一个力与其的作用点有关，质点运动速度与该质点的位置有关），因而假设向量有确定的起点和终点，当起点和终点改变后，构成的向量不再是原来的向量。这样的向量也被称为固定向量。例子之一是运动学中常见的物理量位置向量。

#### 自由向量

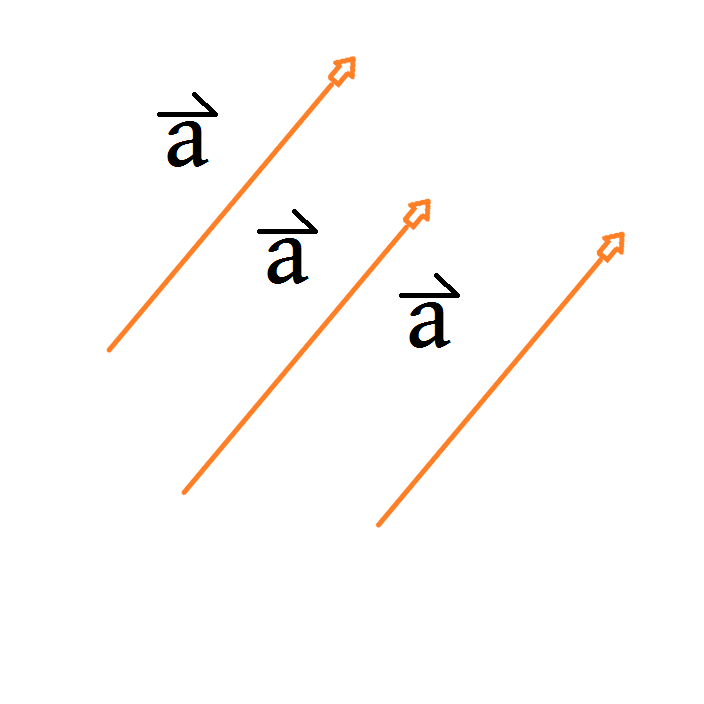
的位置可自由移動

在特定情境下，因為向量的共同性質皆具有數值和方向，引此向量的起点和终点變得未必如此重要。两个起点不一样的向量，只要數值相等，方向相同，就可以称为是同一个向量。这样的向量被称为自由向量。在数学中，一般只研究自由向量，并且数学中所指的向量就是指自由向量。也就是只要數值以及方向一樣，即可視為同一向量，與向量的起始點並無關係。一些文献中会提到向量空间带有一个特定的原点，这时可能会默认向量的起点是原点。

## 表示方法

### 形式表示
符号形式实际上只是对向量规定的一个概念化代号。向量在包括数学和物理等诸多领域均被广泛采用，优点是简洁明瞭，缺点則是高度抽象化，既缺少几何形象性，又缺少定量精确性。

#### 带箭头字母

一从A指向B的向量

数学上的向量通常可用加向右箭头的小写字母表示，如{\displaystyle {\vec {a}}}, {\displaystyle {\vec {i}}}, {\displaystyle {\vec {v}}}。有时也有用加箭头的大写字母表示数学量，如微积分中的面积元{\displaystyle d{\vec {S}}}。给定两点{\displaystyle A}、{\displaystyle B}时，也可确定一固定向量：如确定一个始于点从{\displaystyle A}终于点{\displaystyle B}的向量，符号表示为：{\displaystyle {\vec {AB}}}，此符號廣泛運用於手寫標示。
在表示物理学上的矢量也可用加箭头的小写字母表示，如速度{\displaystyle {\vec {v}}}、摩擦力{\displaystyle {\vec {f}}}、动量{\displaystyle {\vec {p}}}。
物理学还有许多物理量以含有箭头的大写字母表示，如电场{\displaystyle {\vec {E}}}、磁场{\displaystyle {\vec {H}}}、力{\displaystyle {\vec {F}}}。

#### 粗体字母
向量也可用粗体小写字母表示，如{\displaystyle \mathbf {v} }，许多書本会采用此种记法，但缺点是區分粗體字有時不容易，例如 {\displaystyle \!\mathrm {D} }和 {\displaystyle \!\mathbf {D} }肉眼看易混淆。

### 几何表示
直观上，向量通常被标示为一个带箭头的有向线段。线段的长度表示向量的大小（或称模长），向量的方向即箭头所指的方向，可以記為{\displaystyle {\vec {a}}}。该种表示的优点是具有强烈的几何直观形象性，缺点是在纸面上作图繁琐，不便定量分析。

垂直于纸面的向量的表示方式

而遇到某些特殊情况（如表示磁场的磁通量密度）需要表示与记载纸面垂直的向量，则会使用圆圈中打叉或打点的方式来表示（如右图）。圆圈中带点的记号（⊙）表示由纸下方指向纸上方的向量，而圆圈中带叉的记号（⊗）则表示由纸的上方指向纸下方的向量。由于这种记号不表示向量的大小，所以必须时需要在旁边或其它地方另外注明。

### 代数表示

在三维笛卡尔坐标系中体现出的向量

代数表示指在指定了一个坐标系之后，用一个向量在该坐标系下的坐标来表示该向量，兼具了符号的抽象性和几何形象性，因而具有最高的实用性，被广泛采用于需要定量分析的情形。
对于自由向量，将向量的起点平移到坐标原点后，向量就可以用一个坐标系下的一个点来表示，该点的坐标值即向量的终点坐标。
设有一向量{\displaystyle {\vec {a}}}，有坐标系{\displaystyle S}。在{\displaystyle S}中定义好若干个特殊的基本向量（称为基向量，各个基向量共同组成该坐标系下的基底）{\displaystyle {\vec {e_{1}}}}，{\displaystyle {\vec {e_{2}}}}，...，{\displaystyle {\vec {e_{n}}}}之后，则向量在各个基方向的投影值即为对应的坐标值，各个投影值组成的有序数组，稱為该向量在坐标系{\displaystyle S}的坐标，是向量的唯一表示，即与向量的终点一一对应。换言之，其它的向量只需通过将这些基本向量拉伸后再按照平行四边形法则进行向量加法即可表示（通常被称为“用基底线性表出一个向量”，即该向量是基向量的某种线性组合），即：
{\displaystyle {\vec {a}}=a_{1}{\vec {e_{1}}}+...+a_{n}{\vec {e_{n}}},}
其中{\displaystyle a_{1}}, ..., {\displaystyle a_{n}}分别为{\displaystyle {\vec {a}}}在{\displaystyle {\vec {e_{1}}}}，{\displaystyle {\vec {e_{n}}}}方向的投影。当基底已知，可直接省略各基向量的符号，类似于坐标系上的点，直接用坐标表示为：
{\displaystyle {\vec {a}}=(a_{1},a_{2},...,a_{n})}
在矩阵运算中，更常將向量写成类似于矩阵的列向量或行向量。在线性代数中所指的向量，通常默认为列向量。如一个向量{\displaystyle {\vec {a}}=(a,b,c)}，可写成：
{\displaystyle {\begin{array}{lcl}{\vec {a}}&=&{\begin{bmatrix}a\\b\\c\\\end{bmatrix}},\\{\vec {a}}&=&[a\ b\ c].\end{array}}}
其中，上者为列向量写法，下者为行向量写法；此处採中国大陆定义。
值得注意的是：
- {\displaystyle n}维列向量可视作{\displaystyle \mathbf {n} \times 1}矩阵，{\displaystyle n}维行向量可视作{\displaystyle 1\times \mathbf {n} }矩阵。
- 在中国，横向的元素组称為「行」，纵向的称為「列」，而在臺灣則相反，横向称為「列」，纵向称為「行」[5]。详见矩阵。

对于由两个点确定的向量，同样可以用坐标进行表示，详见向量運算。
在常见的三维空间直角坐标系Oxyz里，基本向量就是以横轴（Ox）、竖轴（Oy）以及纵轴（Oz）为方向的三个长度为1的单位向量{\displaystyle {\vec {i}}}、{\displaystyle {\vec {j}}}、{\displaystyle {\vec {k}}}。这三个向量取好以后，其它的向量就可以透過三元数组来表示，因為他們可以表示成一定倍数的三個基本向量的總和。比如说一个标示为（2,1,3）的向量就是2个向量{\displaystyle {\vec {i}}}加上1个向量{\displaystyle {\vec {j}}}加上3个向量{\displaystyle {\vec {k}}}得到的向量，即：
{\displaystyle (a,b,c)=a{\vec {i}}+b{\vec {j}}+c{\vec {k}}}

## 特殊向量
类似于數字中的1（单位元）、相反数（加法逆元）、0（加法单位元），向量中有单位向量（单位元）、反向量（加法逆元）、零向量（加法单位元）、等概念量。此外，还有方向向量、相等向量等概念。

### 单位向量
对于任意向量{\displaystyle {\vec {a}}}，不论方向如何，若其數值为单位长度，则称其为{\displaystyle {\vec {a}}}方向上的单位向量（Unit vector）。单位向量通常被记为{\displaystyle {\vec {u}}}。
特殊地，三维笛卡尔坐标系上的三个基向量{\displaystyle {\vec {i}}=(1,0,0)}，{\displaystyle {\vec {j}}=(0,1,0)}，{\displaystyle {\vec {k}}=(0,0,1)}都是单位向量。

### 反向量
一個向量{\displaystyle {\vec {v}}}的反向量（Opposite vector）與它大小相等，但方向相反，一般記作{\displaystyle -{\vec {v}}}。如果向量{\displaystyle {\vec {a}}}是向量{\displaystyle {\vec {b}}}的反向量，那麼{\displaystyle {\vec {b}}}也是{\displaystyle {\vec {a}}}的反向量。
另外，向量{\displaystyle {\vec {a}}}的反向量也可按如下定义：
|  | 对于给定向量{\displaystyle {\vec {a}}}，若存在向量{\displaystyle {\vec {b}}}，使得{\displaystyle {\vec {a}}+{\vec {b}}={\vec {0}}}成立，则向量{\displaystyle {\vec {b}}}称为向量{\displaystyle {\vec {a}}}的反向量。 |

### 零向量
始點與終點重合，即大小为0的向量，被称为零向量（Zero vector），记以数字0上加箭头，即{\displaystyle {\vec {0}}}。有时亦可以用粗体的0表示，如{\displaystyle \mathbf {0} }。在坐标表示下，不论含有多少分量，不论指向任何方向，若所有的分量均为0的向量即为零向量。关于零向量有两点值得一提：
1. 零向量依旧具有方向性，但方向不定。[6]。因此，零向量與任一向量平行。[7]
2. 零向量不等于数量0，它们是两种性质完全不同的对象，即{\displaystyle {\vec {0}}\neq 0}。

零向量可以如下进行形式化定义：
|  | 给定一n 维向量{\displaystyle {\vec {z}}}，若对于任意的同维向量{\displaystyle {\vec {a}}}，总有{\displaystyle {\vec {a}}+{\vec {z}}={\vec {a}}}成立，则向量{\displaystyle {\vec {z}}}称为n 维零向量，通常被记作{\displaystyle {\vec {0}}}或{\displaystyle \mathbf {0} }。 |

舉例來說，一個人跑了100米，然後反方向跑回來。他的移動距離是200米，位移則是零向量。在這個情況下，零向量的方向平行於他跑回來的方向，所以可以是任何方向。

### 等向量
不论起点终点，兩向量長度、方向相等，即為等向量或相等向量（Identical vector）。
对于任意向量{\displaystyle {\vec {a}}}，若其一个相等向量为{\displaystyle {\vec {b}}}，则对{\displaystyle {\vec {b}}}和数字-1进行係數積运算后得到的向量{\displaystyle -{\vec {b}}}即{\displaystyle {\vec {a}}}的反向量。
另外，类似于反向量的定义，向量{\displaystyle {\vec {a}}}等向量也可按如下定义：
|  | 对于给定向量{\displaystyle {\vec {a}}}，若存在向量{\displaystyle {\vec {b}}}，使得{\displaystyle {\vec {a}}-{\vec {b}}={\vec {0}}}成立，则向量{\displaystyle {\vec {b}}}称为向量{\displaystyle {\vec {a}}}的相等向量。 |

### 方向向量
方向向量（Directional vector）的形式化定义如下：
|  | 对于任意向量{\displaystyle {\vec {a}}}，若存在一个向量{\displaystyle {\vec {b}}}，两者的方向相同（大小可以不同），则{\displaystyle {\vec {b}}}是{\displaystyle {\vec {a}}}的一个方向向量。 |

一般地，所有方向相同的向量之间互为方向向量。

## 向量的性质

### 有向線段

一个以点A為起點，B為終點的有向線段。

有向線段的概念建構於向量的方向與長度，差別在於多定義了始點與終點。在文字描述時，如果已知某有向線段的始点和終點分别是{\displaystyle A}和{\displaystyle B}，则此線段的長度称为线段的模或绝对值，可以記為{\displaystyle |{\vec {AB}}|}，即{\displaystyle |{\vec {AB}}|={\overline {AB}}}，此线段带有正负号的模称为有向线段的数量，可以记为{\displaystyle AB}，此时{\displaystyle AB=-BA}。

### 大小
向量的大小（Magnitude）也称模长、长度。几何上，当确定了单位长度后作图所得的向量的长度，即为向量的大小，记作{\displaystyle \left|{\vec {v}}\right|}。在有限维赋范线性空间中，向量的模长也称为范数（Norm），记作{\displaystyle \left\|{\vec {v}}\right\|}。已知向量的坐标，就可以知道它的模长。
设向量{\displaystyle {\vec {v}}=(v_{1},v_{2},\cdots ,v_{n})}，其范数的计算表达式由弗罗贝尼乌斯范数（一种同时适用于向量和矩阵的范数计算方法）给出：
{\displaystyle \left\|{\vec {v}}\right\|={\sqrt {v_{1}^{2}+v_{2}^{2}+\cdots +v_{n}^{2}}}}。
特殊地，对于n 维欧几里得空间 Rn上的向量{\displaystyle {\vec {v}}=(v_{1},v_{2},\cdots ,v_{n})}，其模长或范数为：
{\displaystyle \left|{\vec {v}}\right|=\left\|{\vec {v}}\right\|={\sqrt {v_{1}^{2}+v_{2}^{2}+\cdots +v_{n}^{2}}}}。
更特殊地，对于三维笛卡尔坐标系下的向量{\displaystyle {\vec {a}}=(x,y,z)}，其模长为：
{\displaystyle \left\|{\vec {a}}\right\|={\sqrt {x^{2}+y^{2}+z^{2}}}}。

### 夹角

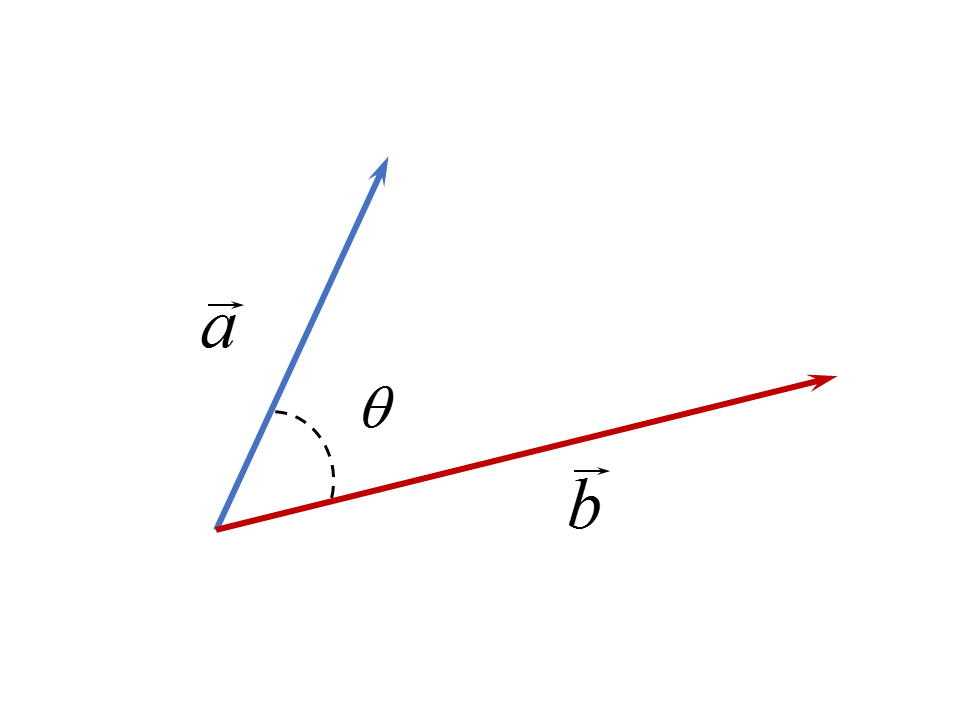
与具有夹角

向量的夹角（Included angle）是对于两个向量而言的概念。对于任意两个给定的向量{\displaystyle {\vec {a}}}和{\displaystyle {\vec {b}}}，二者的夹角即将二者图示化后两箭头所夹之角{\displaystyle \theta }。由于夹角具有互补性，因此在不同的出发规定、不同的旋转方向下，所得夹角亦不同。
向量的夹角可由內積的定义导出计算公式，即：
{\displaystyle \cos \theta ={\frac {{\vec {a}}\cdot {\vec {b}}}{\left\|{\vec {a}}\right\|\left\|{\vec {b}}\right\|}}}

### 

#### 
对于{\displaystyle m}个向量{\displaystyle {\vec {v}}_{1}}，{\displaystyle {\vec {v}}_{2}}，…，{\displaystyle {\vec {v}}_{m}}，如果存在一组不全為零的{\displaystyle m}个数{\displaystyle a_{1}}、{\displaystyle a_{2}}、…、{\displaystyle a_{m}}，使得{\displaystyle \sum _{i=1}^{m}{a_{i}{\vec {v}}_{i}}={\vec {0}}}，那么，称{\displaystyle m}个向量{\displaystyle {\vec {v}}_{1}}，{\displaystyle {\vec {v}}_{2}}，…，{\displaystyle {\vec {v}}_{m}} 為（）。
如果这样不全為零的{\displaystyle m}个数不存在，即上述向量等式仅当{\displaystyle a_{1}} ={\displaystyle a_{2}} = … = {\displaystyle a_{m}} = 0时才能成立，就称向量{\displaystyle {\vec {v}}_{1}}，{\displaystyle {\vec {v}}_{2}}，…，{\displaystyle {\vec {v}}_{m}} 為（）。

## 向量運算
向量的大小是相对的，在有需要时，会规定单位向量，以其长度作为1。每个方向上都有一个单位向量。
向量之间可以如数字一样进行运算。常见的向量运算有：加法、减法、数与向量之间的乘法（数量积）以及向量与向量之间的乘法（外积），但向量的除法沒有定義。

### 加法与减法
向量的加法满足平行四边形法则和三角形法则。具体地，两个向量{\displaystyle {\vec {a}}}和{\displaystyle {\vec {b}}}相加，得到的是另一个向量。这个向量可以表示为{\displaystyle {\vec {a}}}和{\displaystyle {\vec {b}}}的起点重合后，以它们为邻边构成的平行四边形的一条对角线（以共同的起点为起点的那一条，见下图左），或者表示为将{\displaystyle {\vec {a}}}的终点和{\displaystyle {\vec {b}}}的起点重合后，从{\displaystyle {\vec {a}}}的起点指向{\displaystyle {\vec {b}}}的终点的向量：
两个向量{\displaystyle {\vec {a}}}和{\displaystyle {\vec {b}}}的相减，则可以看成是向量{\displaystyle {\vec {a}}}加上一个与{\displaystyle {\vec {b}}}大小相等，方向相反的向量。又或者，{\displaystyle {\vec {a}}}和{\displaystyle {\vec {b}}}的相减得到的向量可以表示为{\displaystyle {\vec {a}}}和{\displaystyle {\vec {b}}}的起点重合后，从{\displaystyle {\vec {b}}}的终点指向{\displaystyle {\vec {a}}}的终点的向量：
当这两个向量数值、方向都不同，基本向量{\displaystyle {\vec {e}}_{1}=(1,0,0),{\vec {e}}_{2}=(0,1,0),{\vec {e}}_{3}=(0,0,1)}时，向量和计算为
{\displaystyle {\vec {a}}+{\vec {b}}=(a_{1}+b_{1}){\vec {e}}_{1}+(a_{2}+b_{2}){\vec {e}}_{2}+(a_{3}+b_{3}){\vec {e}}_{3}}
并且有如下的不等关系：
{\displaystyle \left|{\vec {a}}\right|+\left|{\vec {b}}\right|\geq \left|{\vec {a}}+{\vec {b}}\right|\geq \left|{\vec {a}}\right|-\left|{\vec {b}}\right|}
此外，向量的加法也满足交换律和结合律。

### 向量与積
向量空间分为有限维向量空间与无限维向量空间。在有限维向量空间中，可以找到一组（有限个）向量{\displaystyle {\vec {e}}_{1},{\vec {e}}_{2},\cdots ,{\vec {e}}_{n}}，使得任意一个向量{\displaystyle {\vec {v}}}都可以唯一地表示成这组向量的线性组合：
{\displaystyle {\vec {v}}=v_{1}{\vec {e}}_{1}+v_{2}{\vec {e}}_{2}+\cdots +v_{n}{\vec {e}}_{n}}
其中的标量{\displaystyle v_{1},v_{2},\cdots ,v_{n}}是随着向量{\displaystyle {\vec {v}}}而确定的。这样的一组向量称为向量空间的基。给定了向量空间以及一组基后，每个向量就可以用一个数组来表示了。两个向量{\displaystyle {\vec {v}}}和{\displaystyle {\vec {w}}}相同，当且仅当表示它们的数组一样。
{\displaystyle {\begin{array}{lcl}v_{1}&=&w_{1}\\v_{2}&=&w_{2}\\\vdots \ &&\vdots \\v_{n}&=&w_{n}\end{array}}}
两个向量{\displaystyle {\vec {v}}}和  {\displaystyle {\vec {w}}}的和：
{\displaystyle {\vec {v}}+{\vec {w}}=(v_{1}+w_{1}){\vec {e}}_{1}+(v_{2}+w_{2}){\vec {e}}_{2}+\cdots +(v_{n}+w_{n}){\vec {e}}_{n}}
它们的数量积为：
{\displaystyle {\vec {v}}\cdot {\vec {w}}=v_{1}\cdot w_{1}+v_{2}\cdot w_{2}+\cdots +v_{n}\cdot w_{n}}
而标量k与向量v的乘积则为：
{\displaystyle k\cdot {\vec {v}}=(k\cdot v_{1}){\vec {e}}_{1}+(k\cdot v_{2}){\vec {e}}_{2}+\cdots +(k\cdot v_{n}){\vec {e}}_{n}}

### 係數積（純量乘法、数乘）
一个标量k和一个向量{\displaystyle {\vec {v}}}之间可以做乘法，得出的结果是另一个与{\displaystyle {\vec {v}}}方向相同或相反，大小为{\displaystyle {\vec {v}}}的大小之｜k｜倍的向量，可以记成{\displaystyle k{\vec {v}}} ，该种运算被称为係數積。-1乘以任意向量会得到它的反向量，0乘以任何向量都会得到零向量  {\displaystyle {\vec {0}}}。

### 数量积（數量積、純量積）
內積是向量与向量的乘积，其结果為一個純量。

几何上，数量积可以定义如下：
设 {\displaystyle {\vec {a}}}、{\displaystyle {\vec {b}}} 为两个任意向量，它们的夹角为 {\displaystyle \theta }，则他们的数量积为：

{\displaystyle {\vec {a}}\cdot {\vec {b}}=\left|{\vec {a}}\right|\left|{\vec {b}}\right|\cos {\theta }}
即 {\displaystyle {\vec {b}}} 向量在 {\displaystyle {\vec {a}}} 向量方向上的投影長度（同方向為正反方向為負號），與 {\displaystyle {\vec {a}}} 向量長度的乘積。
数量积被广泛应用于物理中，如做功就是用力的向量乘位移的向量，即 {\displaystyle W={\vec {F}}\cdot {\vec {s}}}。

### 外積（叉積、叉乘、向量積）
外积也是向量与向量的乘积，不过需要注意的是，它的结果是个向量。它的几何意义是所得的向量与被乘向量所在平面垂直，方向由右手定则规定，大小是两个被乘向量張成的平行四边形的面积。所以向量积不满足交换律。舉例來說 {\displaystyle (1,0,0)\times (0,1,0)=(0,0,1)} 但是 {\displaystyle (0,1,0)\times (1,0,0)=(0,0,-1)}。
设有向量{\displaystyle {\vec {a}}=a_{x}{\vec {i}}+a_{y}{\vec {j}}+a_{z}{\vec {k}}}、{\displaystyle {\vec {b}}=b_{x}{\vec {i}}+b_{y}{\vec {j}}+b_{z}{\vec {k}}}，
则其向量积的矩阵表达式可用下列符號表示：
{\displaystyle {\vec {a}}\times {\vec {b}}={\begin{vmatrix}{\vec {i}}&{\vec {j}}&{\vec {k}}\\a_{x}&a_{y}&a_{z}\\b_{x}&b_{y}&b_{z}\end{vmatrix}}}

### 向量三重積（混合積）
三个向量{\displaystyle {\vec {a}}}、{\displaystyle {\vec {b}}}和{\displaystyle {\vec {c}}}的三重積定义为，物理意義為三向量始於同點時所構成的體積：
{\displaystyle {\vec {a}}\cdot ({\vec {b}}\times {\vec {c}})={\vec {b}}\cdot ({\vec {c}}\times {\vec {a}})={\vec {c}}\cdot ({\vec {a}}\times {\vec {b}})}

### 线性组合
若{\displaystyle {\vec {OA}}}、{\displaystyle {\vec {OB}}}為平面上兩個不平行的非零向量，則平面上的每一個向量{\displaystyle {\vec {OP}}}都可以唯一表示為{\displaystyle {\vec {OP}}=x{\vec {OA}}+y{\vec {OB}}}的形式。這種表示方式，稱為向量的線性組合。

## 关于向量运算的定理

### 向量与定比分点、中点公式
在实际应用中，向量运算时常会运用到定比分点定理。

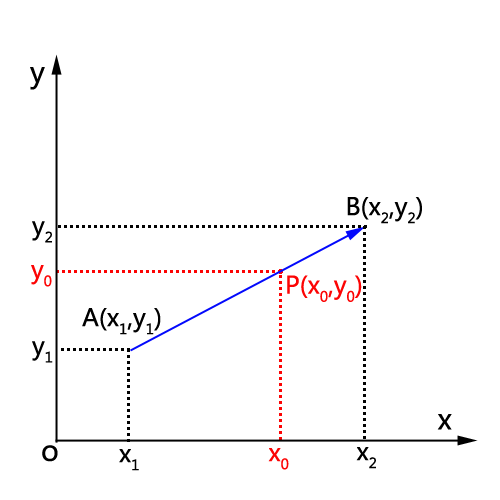
平面直角坐标系Oxy

设平面直角坐标系{\displaystyle Oxy}原点{\displaystyle O(0,0)}，内有点{\displaystyle A(x_{1},y_{1})}，点{\displaystyle B(x_{2},y_{2})}，点{\displaystyle P(x_{0},y_{0})}，点{\displaystyle P}在点{\displaystyle A}、{\displaystyle B}之间，且
{\displaystyle \left|{\overrightarrow {AP}}\right|:\left|{\overrightarrow {PB}}\right|=n}，则：

{\displaystyle {\overrightarrow {OP}}\left({\frac {x_{1}+nx_{2}}{1+n}},{\frac {y_{1}+ny_{2}}{1+n}}\right)}
特殊地，当{\displaystyle n=1}，

{\displaystyle {\overrightarrow {OP}}=\left({\frac {x_{1}+x_{2}}{2}},{\frac {y_{1}+y_{2}}{2}}\right)}

相应的有中点{\displaystyle P}坐标：
{\displaystyle \left({\frac {x_{1}+x_{2}}{2}},{\frac {y_{1}+y_{2}}{2}}\right)}

实际上，上述结论可以推广到空间向量中。

设空间直角坐标系{\displaystyle Oxyz}内原点为{\displaystyle O(0,0,0)}，有点{\displaystyle A(x_{1},y_{1},z_{1})}，{\displaystyle B(x_{2},y_{2},z_{2})}，{\displaystyle A}、{\displaystyle B}点间有一点{\displaystyle P}，且
{\displaystyle \left|{\overrightarrow {AP}}\right|:\left|{\overrightarrow {PB}}\right|=n}，

则：{\displaystyle {\overrightarrow {OP}}=\left({\frac {x_{1}+nx_{2}}{1+n}},{\frac {y_{1}+ny_{2}}{1+n}},{\frac {z_{1}+nz_{2}}{1+n}}\right)}

中点{\displaystyle P}坐标：

{\displaystyle \left({\frac {x_{1}+x_{2}}{2}},{\frac {y_{1}+y_{2}}{2}},{\frac {z_{1}+z_{2}}{2}}\right)}

#### 附：平面几何中定比分点定理的证明
设平面直角坐标系{\displaystyle Oxy}内原点{\displaystyle O(0,0)}，有点{\displaystyle A(x_{1},y_{1})}，点{\displaystyle B(x_{2},y_{2})}，点{\displaystyle P(x_{0},y_{0})}，点{\displaystyle P}在点{\displaystyle A}、{\displaystyle B}之间，且{\displaystyle \left|AP\right|:\left|PB\right|=n}，则：

{\displaystyle {\frac {x_{0}-x_{1}}{x_{2}-x_{0}}}=n\Rightarrow x_{0}={\frac {x_{1}+nx_{2}}{1+n}}}，

{\displaystyle {\frac {y_{0}-y_{1}}{y_{2}-y_{0}}}=n\Rightarrow y_{0}={\frac {y_{1}+ny_{2}}{1+n}}}